# 库尔特·舒施尼格
库尔特·舒施尼格（德語：Kurt Schuschnigg，1897年12月14日—1977年11月18日），原名库尔特·冯·舒施尼格（德語：Kurt von Schuschnigg），是一名奥地利政治家，在1934年接替被刺杀的恩格尔伯特·陶尔斐斯成为奥地利联邦国的总理。

## 生平

### 早期生活
他在里瓦德尔加尔达（在今意大利特倫托自治省，当时属于奥匈帝国）出生，在一战期间加入奥匈帝国军队。战后，他在弗赖堡大学和因斯布魯克大學修讀法學，並在因斯布鲁克做律师。

### 政治工作
1927年，他加入基督教社会党，并获选为奥地利国民议会成员。他不信任半军事国防组织保安团 （Heimwehr），在1930年创立东部边区冲锋队（Ostmärkische Sturmscharen）。
1932年，恩格尔伯特·陶尔斐斯任命舒施尼格为司法部长，后者在1933年成为教育部长。1934年，陶尔斐斯被刺杀。舒施尼格继任为新任联邦总理。1936年10月，他解散了保安团。

### 德奥合并
1938年2月12日，他与阿道夫·希特勒在贝希特斯加登会面。希特勒迫使他让親纳粹的阿图尔·赛斯-英夸特加入内阁。舒施尼格返回奧地利後，不久宣佈將於3月13日举行公民投票，尝试维持大局。
希特勒聞訊後，先是要求舒施尼格取消公投，等到舒施尼格同意後又要求他辭職，改由阿圖爾·賽斯-英夸特接任。總統威廉·米克拉斯初時不願任命賽斯-英夸特為總理，最終在德國的軍事威脅下屈服。舒施尼格在3月11日辭職。賽斯-英夸特成為總理後，德国军隊在3月12日早上就进驻奥地利。舒施尼格被纳粹党囚禁，在1945年美军进驻后才获得释放。

### 战后生活
二战过后，他移民到美国，在1948至1967年在圣路易大学任政治学教授。他于1977年在因斯布鲁克去世。